# Bellium
Bellium es un género de plantas con flores perteneciente a la familia Asteraceae. Comprende 17 especies descritas y de estas, solo 3 aceptadas.

## Taxonomía
El género fue descrito por Carolus Linnaeus y publicado en Mantissa Plantarum 2: 157, 285. 1771.

## Especies
A continuación se brinda un listado de las especies del género Bellium aceptadas hasta junio de 2011, ordenadas alfabéticamente. Para cada una se indica el nombre binomial seguido del autor, abreviado según las convenciones y usos.
- Bellium bellidioides L.
- Bellium crassifolium Moris
- Bellium minutum (L.) L.